# Kanton Puymirol
Puymirol is een voormalig kanton van het Franse departement Lot-et-Garonne. Het kanton maakte deel uit van het arrondissement Agen. Het werd opgeheven bij decreet van 26 februari 2014, met uitwerking op 22 maart 2015.
Alle gemeenten werden opgenomen in het nieuwe kanton Le Sud-Est angenais.

## Gemeenten
Het kanton Puymirol omvatte de volgende gemeenten:
- Castelculier
- Clermont-Soubiran
- Grayssas
- Lafox
- Puymirol (hoofdplaats)
- Saint-Caprais-de-Lerm
- Saint-Jean-de-Thurac
- Saint-Pierre-de-Clairac
- Saint-Romain-le-Noble
- Saint-Urcisse